# Gérard Simonnot
Pour les articles homonymes, voir Simonnot.
Gérard Simonnot, né le 5 janvier 1953 à Châteauneuf-sur-Charente, est un coureur cycliste français, professionnel de 1977 à 1979, puis de 1986 à 1989.

## Biographie
Après l'arrêt de sa carrière sportive, il a créé en 1996 en Charente une course de cyclotourisme portant son nom, laquelle a fêté  son vingtième anniversaire en 2016, avec succès, selon les médias régionaux.

## Palmarès sur route
- 1973
  - Brickwoods Grand Prix
- 1974
  -  Champion du monde militaire du contre-la-montre par équipes (avec Antoine Gutierrez, Patrick Perret et Jean-Marie Vasseur)
- 1975
  - Tour du Béarn
  - 4e étape de la Route de France
  - 2e de Paris-Évreux
  - 3e du Grand Prix des Fêtes de Coux-et-Bigaroque
- 1976
  - 2e étape du Ruban granitier breton
  - Paris-Roubaix amateurs
  - Paris-Beaugency
  - 2e du Grand Prix de la Tomate
  - 3e de Bordeaux-Saintes
- 1977
  - 2ea étape de l'Étoile des Espoirs
- 1978
  - 3e du Circuit de l'Indre
- 1979
  - 3e étape du Tour du Tarn
- 1980
  - Circuit de la vallée de la Loire
  - Nocturne de La Souterraine
  - Circuit de la vallée de la Creuse
  - 4e étape des Boucles de la Haute-Vienne
  - 2e du Prix Albert-Gagnet
  - 3e des Boucles de la Haute-Vienne
- 1981
  - Grand Prix de la Trinité
- 1982
  - 3e du Prix Albert-Gagnet
- 1985
  - Grand Prix de Montamisé
  - Flèche Charente limousine
- 1986
  - Tour du Canton de Gémozac
  - Ronde du Cognac
  - 2e du Grand Prix des Fêtes de Cénac-et-Saint-Julien
  - 3e du championnat de France de demi-fond
- 1987
  - Flèche Charente limousine
  - Grand Prix de la Trinité
- 1989
  - Bordeaux-Saintes

## Palmarès sur piste

### Championnats de France
- 1989
  - 2e du championnat de France de demi-fond